# 아수라 (2016년 영화)
《아수라》는 2016년에 개봉한 대한민국의 영화이다. 가공의 도시인 안남시장을 배경으로 벌어지는 이야기로, 김성수가 감독을 하였으며, 정우성, 황정민, 주지훈, 곽도원 등이 출연하였다. 참고로 정우성은 <아수라>로 데뷔 이후 2016년 제17회 부산영화평론가협회상에서 처음 남우주연상을 수상했다.

## 줄거리
강력계 형사 한도경(정우성 분)은 말기 암 환자인 아내의 병원비를 벌기 위해, 비리를 저지르는 안남시장 박성배(황정민 분)의 뒷일을 처리해 준다. 독종 검사 김차인(곽도원 분)은 박성배의 비리와 범죄를 캐기 위해 도경을 협박한다. 검찰과 박성배 사이에서 압박을 느낀 도경은 자신을 친형처럼 따르는 후배 형사 문선모(주지훈 분)를 성배의 수하로 보내고, 등장 인물들은 살아 남기 위해 서로를 물어 뜯어야 하는 지옥도에 빠진다.

## 배경
안남시는 영화 《아수라》의 배경이 되는 가공의 도시로, 대한민국 경기도에 위치한 것으로 묘사된다. 안남시는 분당, 동탄, 일산, 판교 등 대한민국 수도권의 다른 신도시와 같이 신도시 개발을 목표로 하는 도시로, 서울 외곽에 자리한 것으로 설정되어 있다. 극중 안남시 시장은 배우 황정민이 연기한 '박성배' 캐릭터로, 안남시의 신도시 개발을 미끼로 투자금을 끌어오며 정치권, 조직폭력배 계열의 건설회사, 재벌 등의 집단과 결탁하여 비자금을 조성하며, 여러 악행을 일삼는다.

## 제목
원래 김성수 감독이 지은 제목은 《반성》이었으나, 제작사 사나이픽처스의 한재덕 대표는 제목을 《지옥》으로 바꾸자고 제안하였다. 제목을 두고 고민하던 중, 주연 배우인 황정민이 시나리오를 읽고 "이거 완전 아수라네"라고 말한 것을 들은 김성수 감독이 영화의 제목을 《아수라》로 결정하였다.

## 캐스팅
- 정우성 : 한도경 역 - 본작의 주인공.
- 황정민 : 박성배 역 - 본작의 안남시장이자 만악의 근원이자 최종 보스. (사악한 인물)
- 주지훈 : 문선모 역
- 곽도원 : 김차인 역
- 정만식 : 도창학 역
- 윤지혜 : 차승미 역
- 김해곤 : 태병조 역
- 김원해[3] : 작대기 역
- 오연아 : 정윤희 역
- 김종수 : 은충호 역
- 염동헌 : 시부의장 역
- 정동규 : 정무부시장 역
- 최병모 :  오 검사 역
- 최성원 : 담당의사 역
- 김수진 : 여성시의원 역
- 김현빈 : 황혁주 역
- 윤대열 : 리병천 역
- 유정호 : 맹진호 역
- 박효근 : 안남라이언스 역
- 정미남 : 깐차 역
- 최원경 : 이민섭 역
- 박혁민 : 박 수사관 역
- 현봉식 : 강 형사 역
- 황병국 : 국 형사 역
- 조준 : 박득룡 역
- 정형석 : 송 감찰관 역
- 박유밀 : 신 간호사 역
- 금광산 : 태병조 수행원 광산 역
- 박지환 : 태병조 수행원 썬글남 역
- 곽진석 : 박성배 수행원 진석 역
- 지건우 : 박성배 수행원 건우 역
- 이상민 : 박성배 수행원 상민 역
- 김성종 : 박성배 수행원 성종 역
- 검비르 : 네팔 노동자 역
- 마붑 알엄 : 방글라데시 노동자 역
- 장용철 : 은충호 변호사 역
- 이가경 : 외사계 여경 역
- 윤제문 : 황인기 역 (특별출연)
- 박정학 : 박 감찰관 역 (특별출연)
- 김주령 : 김수진 역 (특별출연)

## 수상
- 2016년 제36회 한국영화평론가협회상 10대 영화상
- 2016년 제17회 부산영화평론가협회상 남자연기자상 - 정우성
- 2016년 제37회 청룡영화상 인기스타상 - 정우성
- 2016년 제17회 부산영화평론가협회상 기술상 - 이모개 (촬영)
- 2016년 제37회 청룡영화상 촬영상 - 이모개
- 2016년 제37회 청룡영화상 조명상 - 이성환
- 2017년 제6회 마리끌레르 영화제 파이오니어상 - 정우성
- 2017년 제26회 부일영화상 최우수감독상 - 김성수